# 3. september
3. september je 246. dan leta (247. v prestopnih letih) v gregorijanskem koledarju. Ostaja še 119 dni.

## Dogodki
- 301 – ustanovljena republika San Marino
- 1229 – Džingiskanov sin Ögedej je izvoljen za drugega velikega kana Mongolskega cesarstva
- 1260 – Mameluki v bitki pri Ajn Džalutu premagajo Mongole in jih preženejo iz Sirije
- 1609 – Henry Hudson kot prvi Evropejec pripluje v newyorško pristanišče
- 1783 – ZDA so priznane kot neodvisna država
- 1914 – Nemci pričnejo oblegati Pariz; vlada Francije se preseli v Bordeaux
- 1921 – v Ljubljani odprt prvi vzorčni velesejem
- 1931 – kralj Aleksander I. Karađorđević izda oktroirano ustavo, ki uzakoni centralizem in absolutizem
- 1939 –
  - Združeno kraljestvo, Francija, Avstralija in Nova Zelandija napovejo Tretjemu rajhu vojno
  - nemška podmornica potopi angleški potniški parnik SS Athenia
- 1940 – ZDA odstopijo Združenemu kraljestvu 50 rušilcev v zameno za baze na britanskem ozemlju
- 1941 – Romunija priključi Bukovino k svojemu ozemlju
- 1943 – britanska vojska se izkrca v Kalabriji
- 1944 – FFL osvobodi Lyon in Saint-Étienne, britanska vojska pa Lille in Bruselj
- 1967 – Švedska je zamenjala vozno stran iz leve na desno.
- 1976 – Viking 2 pristane na Marsu
- 1979 – v Havani se začne 6. konferenca neuvrščenih
- 1992 – predstavniki 39 držav v Ženevi podpišejo konvencijo o prepovedi kemičnega orožja
- 2007 – med rutinskim poletom izgine letalo Steva Fossetta, človeka ki je leta 2002 s balonom prvi obkrožil svet

## Rojstva
- 1034 – cesar Go-Sandžo, 71. japonski cesar († 1073)
- 1695 – Pietro Antonio Locatelli, italijanski violinist, skladatelj († 1764)
- 1704 – Joseph de Jussieu, francoski botanik († 1779)
- 1734 – Joseph Wright, angleški slikar († 1797)
- 1780 – Heinrich Christian Schumacher, nemški astronom († 1850)
- 1814 – James Joseph Sylvester, angleški matematik († 1897)
- 1856 – Louis Henry Sullivan, ameriški arhitekt († 1924)
- 1859 – Auguste-Marie-Joseph-Jean Jaurès, francoski politik, filozof, publicist († 1914)
- 1861 – Mihael Levstik, slovenski sadjar († 1939)
- 1866 – John McTaggart, britanski filozof († 1925)
- 1869 – Friderik Pregl, slovensko-avstrijski zdravnik, kemik, nobelovec 1923 († 1930)
- 1875 – Ferdinand Porsche, nemški inženir, konstruktor avtomobilov († 1951)
- 1884 – Solomon Lefschetz, ameriški matematik († 1972)
- 1900 – Urho Kekkonen, finski politik, predsednik vlade († 1986)
- 1905 – Carl David Anderson, ameriški fizik švedskega rodu, nobelovec 1936 († 1991)
- 1908:
  - Lev Semjonovič Pontrjagin, ruski matematik († 1988)
  - Franc Raztočnik, slovenski organist in zborovodja († 1989)
- 1965 – Charlie Sheen, ameriški filmski igralec
- 1978 – Urška Bačovnik Janša, slovenska zdravnica
- 1978 – Tinkara Kovač, slovenska glasbenica

## Smrti
- 175 pr. n. št. – Selevk IV. Filopator, vladar Selevkidskega cesarstva (* okoli 218 pr. n. št.)
- 1120 – Gerard Thom, ustanovitelj hospitalcev (* 1040)
- 1301 – Albert I. della Scala, vladar Verone
- 1313 – Ana Pšemislova, češka kraljica (* 1290)
- 1328 – Castruccio Castracani, italijanski vojskovodja, vojvoda Lucce (* 1281)
- 1402 – Gian Galeazzo Visconti, milanski vojvoda (* 1351)
- 1546 – Peter IV. Rareš, knez Moldavije (* okoli 1483)
- 1658 – Oliver Cromwell, angleški vojskovodja, državnik (* 1599)
- 1667 – Alonso Cano, španski slikar, kipar, arhitekt (* 1601)
- 1739 – George Lillo, angleški dramatik (* 1693)
- 1883 – Ivan Sergejevič Turgenjev, ruski pisatelj (* 1818)
- 1906 – Mihael Kološa, slovenski kmet in pisatelj na Ogrskem (* 1846)
- 1914 – Lucien Denis Gabriel Albéric Magnard, francoski skladatelj (* 1865)
- 1932 – Pavlik Morozov, ruski komunistični mučenik (* 1918)
- 1939 – Edvard Westermarck, finski sociolog (* 1862)
- 1948 – Edvard Beneš, češki državnik (* 1884)
- 1969 – Ho Ši Minh, vietnamski voditelj (* 1890)
- 1974 – Harry Partsch, ameriški skladatelj (* 1901)
- 1983 – Piero Sraffa, italijanski ekonomist (* 1898)
- 1991 – Franck Capra, ameriški filmski režiser (* 1897)

## Prazniki in obredi
- Sveti Gregor I. Veliki
- god sv. Marina - praznik ustanovitve Republike San Marino